# 前卫镇 (蓝田县)
前卫镇，是中华人民共和国陕西省西安市蓝田县下辖的一个乡镇级行政单位。

## 行政区划
前卫镇下辖以下地区：
前卫村、香村、安岱村、滕寨村、坡头村、刘村、布村、田湾村、王庄村、杜家沟村、大亮村、西巩村、东巩村、王河村、徐河村、龙寨村、候家湾村、石槽村、吴村庙村、谢湾村、鹿走沟村、凫峪村、将军村、杨穆寨村、陈庄村、康庄村和徐塬村。